# Liste der Naturdenkmale in Gerolstein
Die Liste der Naturdenkmale in Gerolstein nennt die im Gemeindegebiet von Gerolstein ausgewiesenen Naturdenkmale (Stand 4. Juni 2024).

## Naturdenkmale
| Nr.         | Bezeichnung                                                           | Lage                                                                  | Beschreibung | Bild                                    |
| ----------- | --------------------------------------------------------------------- | --------------------------------------------------------------------- | --- | --------------------------------------- |
| ND-7233-008 | Brubbeldrees                                                          | Lissingen, nordwestlich des Ortes an der B410; Flur Auf dem Maar Lage | auch Lissinger Drees; seit der Antike bekannte, gefasste Mineralquelle im Dreesbachtal                                                  | Fotos hochladen                         |
| ND-7233-009 | Linde                                                                 | Lissingen, Prümer Straße, auf dem Friedhof Lage                       | Tilia sp., um 1800 gepflanzt | Direkt Bild zu diesem Denkmal hochladen |
| ND-7233-010 | Eibe                                                                  | Lissingen, Klosterstraße, bei Nr. 22 (Burg Lissingen) Lage            | Taxus baccata, angeblich vor 1500 gekeimt                                                                                               | Direkt Bild zu diesem Denkmal hochladen |
| ND-7233-024 | Eiche                                                                 | Müllenborn, südwestlich des Ortes; Abteilung Müllenborner Büsch Lage  | Quercus robur | Fotos hochladen                         |
| ND-7233-025 | Auelsley                                                              | Müllenborn, westlich des Ortes; Abteilung Müllenborner Büsch Lage     | auch Aulslei; zwei Kalksteinfelsen | Direkt Bild zu diesem Denkmal hochladen |
| ND-7233-026 | Zwei Buchen                                                           | Roth, südlich des Ortes; Abteilung In Hümmerich Lage                  | Fagus sylvatica, zwei Bäume, um 1850 gekeimt                                                                                            | Direkt Bild zu diesem Denkmal hochladen |
| ND-7233-027 | Lavafelsen um die Eingänge zur Eis- und Mühlsteinhöhle am Rother Kopf | Roth, südlich des Ortes; Abteilung In Hümmerich Lage                  | Lavafelsen; flächenhaftes Naturdenkmal                                                                                                  | Direkt Bild zu diesem Denkmal hochladen |
| ND-7233-028 | Eishöhle                                                              | Roth, südlich des Ortes; Abteilung In Hümmerich Lage                  | 25 m tiefe Höhle im Rother Kopf | Direkt Bild zu diesem Denkmal hochladen |
| ND-7233-029 | Mühlsteinhöhle                                                        | Roth, südlich des Ortes; Abteilung In Hümmerich Lage                  | 85 m langer, aufgedeckter Höhlengang im Rother Kopf                                                                                     | Direkt Bild zu diesem Denkmal hochladen |
| ND-7233-030 | Drachen- oder Backofenhöhle                                           | Roth, südlich des Ortes; Abteilung In Hümmerich Lage                  | zweikammerige Höhle im Tuffgestein | Direkt Bild zu diesem Denkmal hochladen |
| ND-7233-048 | Geeser Drees                                                          | Gees, östlich des Ortes; Flur Auf dem Bruch Lage                      | Mineralquelle | Direkt Bild zu diesem Denkmal hochladen |
| ND-7233-052 | Lavafelsen Burlich                                                    | Bewingen, östlich des Ortes; Abteilung Borlich Lage                   | Lavafelsen | Direkt Bild zu diesem Denkmal hochladen |
| ND-7233-068 | Steinwall auf der Dietzenlei                                          | Büscheich, nordöstlich des Ortes; Abteilung Dietzenley Lage           | Ringwall der Hunsrück-Eifel-Kultur; flächenhaftes Naturdenkmal, ca. 1,7 ha                                                              | Direkt Bild zu diesem Denkmal hochladen |
| ND-7233-069 | Basaltgang im Kreckelberg                                             | Gerolstein, südlich der Stadt; Abteilung Am Heidberg Lage             | Basaltformation und -blockfeld; flächenhaftes Naturdenkmal                                                                              | Direkt Bild zu diesem Denkmal hochladen |
| ND-7233-074 | Decke Ley                                                             | Gerolstein, Mossweg, bei Nr. 4 Lage                                   | Dolomitgipfel | Fotos hochladen                         |
| ND-7233-077 | Buntsandsteinfelsen Lenzerath                                         | Müllenborn, nordöstlich des Ortes; Abteilung Auf Lenzerath Lage       | Buntsandsteinformation; flächenhaftes Naturdenkmal, ca. 0,5 ha                                                                          | Direkt Bild zu diesem Denkmal hochladen |
| ND-7233-096 | Dolomitfelsenzüge und Blöcke im Heiligenstein                         | Gerolstein, südöstlich der Stadt; Abteilung Der Heiligenstein Lage    | flächenhaftes Naturdenkmal, ca. 5 ha; teilweise zu Pelm                                                                                 | Fotos hochladen                         |
| ND-7233-097 | Geeser Ley                                                            | Gees, nördlich des Ortes; Abteilung Die Lay Lage                      | Dolomitfelsen; flächenhaftes Naturdenkmal; teilweise zu Pelm                                                                            | Direkt Bild zu diesem Denkmal hochladen |
| ND-7233-108 | Ditschbachschlucht                                                    | Gerolstein, nördlich der Stadt; Abteilung Am Königsborn Lage          | Schlucht des Ditschbaches mit Wänden aus Basalt und Buntsandstein; flächenhaftes Naturdenkmal, ca. 19 ha; teilweise zu Dohm-Lammersdorf | Direkt Bild zu diesem Denkmal hochladen |
| ND-7233-110 | Eiche                                                                 | Bewingen, südöstlich des Ortes; Abteilung Borlich Lage                | Quercus robur, um 1830 gekeimt, 20 m hoch bei 2,2 m Brusthöhenumfang                                                                    | Direkt Bild zu diesem Denkmal hochladen |
| ND-7233-120 | Eine Buche                                                            | Niedereich, westlich des Ortes im Gerolsteiner Wald Lage              | Fagus sylvatica, einer von ursprünglich zwei Bäumen; um 1820 gekeimt                                                                    | Direkt Bild zu diesem Denkmal hochladen |
| ND-7233-122 | Hang des Heidkopfes                                                   | Gerolstein, südöstlich der Stadt; Abteilung Scholzenrott Lage         | Felshalde; flächenhaftes Naturdenkmal, ca. 2 ha                                                                                         | Direkt Bild zu diesem Denkmal hochladen |
| ND-7233-151 | Eiche am Hofacker                                                     | Roth, östlich des Ortes; Flur Am Hofacker Lage                        | Quercus robur, um 1770 gekeimt, 20 m hoch bei 3,75 m Brusthöhenumfang und 20 m Kronendurchmesser                                        | Direkt Bild zu diesem Denkmal hochladen |
| ND-7233-152 | Eiche auf dem Bungert                                                 | Roth, südlich des Ortes; Flur Auf dem Bungert Lage                    | Quercus robur, um 1800 gekeimt, 20 m hoch bei 3,15 m Brusthöhenumfang und 15 m Kronendurchmesser                                        | Direkt Bild zu diesem Denkmal hochladen |
| ND-7233-164 | Buchenloch                                                            | Gerolstein, nördlich der Stadt; Abteilung Möntrich Lage               | Kalksteinhöhle | mehr Fotos \| Fotos hochladen           |
| ND-7233-206 | Alte Esche am Graben                                                  | Roth, nordöstlich des Ortes; Flur Am Graben Lage                      | Fraxinus excelsior, um 1800 gekeimt, 18 m hoch bei 2,8 m Brusthöhenumfang und 18 m Kronendurchmesser                                    | Direkt Bild zu diesem Denkmal hochladen |

## Ehemalige Naturdenkmale
| Nr.         | Bezeichnung | Lage                          | Beschreibung          | Bild                                    |
| ----------- | ----------- | ----------------------------- | --------------------- | --------------------------------------- |
| ND-7233-181 | Dorflinde   | Roth, Am Wert, bei Nr. 1 Lage | Tilia sp.; abgegangen | Direkt Bild zu diesem Denkmal hochladen |